# 羅耶頓 (印地安納州)
羅耶頓（英語：Royerton）是位於美國印地安納州特拉華縣的一個非建制地區。該地的面積和人口皆未知。

## 地理
羅耶頓的座標為40°15′41″N 85°21′56″W / 40.26139°N 85.36556°W，而該地的平均海拔高度為282米（即925英尺）。